# Navigátor bezpečného úvěru
Navigátor bezpečného úvěru je index porovnávající míru možného rizika úvěru u jednotlivých bankovních a nebankovních poskytovatelů.

## Popis indexu
Index vznikl ve spolupráci Univerzity Karlovy a EEIP. Garantem Navigátoru je prof. Ing. Michal Mejstřík, CSc., člen rady vlády NERV.
Index má hodnoty v rozmezí 0 až 10 bodů, Věřitelé se známkou 0-4,99 jsou považováni za predátory, a věřitelé se známkou 5-10 jsou považováni za bezpečné.
„Poznatky Navigátoru bezpečného úvěru by měly primárně zlepšit orientaci Čechů na poli spotřebitelských úvěrů a pomoci jim rozeznat bezpečné a predátorské poskytovatele.“

## Dílčí ukazatele v roce 2011
Navigátor bezpečného úvěru ve své první verzi z konce roku 2011 má tři dílčí části, podle kterých vytváří celkovou známku věřitele.
- Kvalita věřitele
- Podoba produktu
- Důsledky nesplácení

První dva parametry mají stejnou váhu – 40 % na celkovém výsledku, důsledky nesplácení mají váhu 20 %.  Každá kategorie má své dílčí kritéria, kterých je celkem 14.